# Sardinhas como alimento
Sardinhas são pequenos peixes gordurosos, ricos em nutrientes e amplamente consumidos por humanos e como peixes forrageiros por espécies de peixes maiores, aves marinhas e mamíferos marinhos. As sardinhas são uma fonte de ácidos graxos ômega-3 .Embora mais comumente servida em lata, a sardinha também pode ser consumida grelhada, em conserva ou defumada quando fresca.

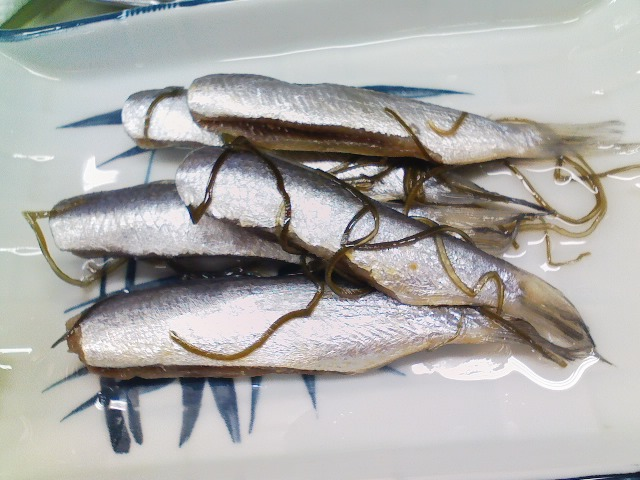
Sardinhas da Estação Akabane em Kita, Tóquio

As sardinhas são peixes da família Clupeidae, assim como os arenques. ‹See TfM›    É provável que a palavra "sardinha" tenha origem nome da ilha da Sardenha, onde, um dia, já foram abundantes. Segundo o Dicionário Aurélio, o nome se originou do termo latino sardina.
As sardinhas são pescadas comercialmente para uma variedade de usos: isca, consumo imediato, enlatamento, secagem, salga, defumação e transformação em farinha ou óleo de peixe. O principal uso da sardinha é para consumo humano. Já a farinha de peixe é usada na alimentação animal, enquanto os usos do óleo de sardinha incluem a fabricação de tintas, vernizes e linóleo .

## Nutrição
Sardinhas são ricas em vitaminas e minerais . Uma pequena porção de sardinhas uma vez ao dia pode fornecer até 13% da RDA (dose diária recomendada) de vitamina B2, cerca de 25% da RDA de niacina e cerca de 150% da RDA de vitamina B12 . Todas as vitaminas do complexo B contribuem para o funcionamento adequado do sistema nervoso e são usadas para o metabolismo energético, ou conversão de alimentos em energia. Além disso, as sardinhas são ricas em minerais importantes, como fósforo, cálcio, potássio e alguns minerais, como ferro e selênio . As sardinhas também são uma fonte natural de ácidos graxos ômega-3 marinhos, que reduzem a ocorrência de doenças cardiovasculares. Estudos recentes sugerem que o consumo regular de ácidos graxos ômega-3 reduz a probabilidade de desenvolver a doença de Alzheimer e pode até aumentar a função cerebral. Esses ácidos graxos também podem ajudar a reduzir um pouco os níveis de açúcar no sangue. Eles também são uma boa fonte de vitamina D, cálcio e proteínas .
Por estarem na base da cadeia alimentar, as sardinhas têm baixo teor de contaminantes, como o mercúrio, em comparação com outros peixes comumente consumidos por humanos.

## Sardinhas em lata
As sardinhas são enlatadas de muitas maneiras diferentes. Na fábrica de conservas, os peixes são lavados, suas cabeças são removidas e são então defumados ou cozidos, seja por fritura profunda ou por cozimento a vapor, sendo depois secos. Eles são então embalados em óleo de oliva, girassol ou soja, em água ou em molho de tomate, pimenta ou mostarda .
Tipicamente, embala-se as sardinhas em uma lata pequena com um anel de puxar como a de uma lata de bebida. Assim, tem a vantagem de ser um alimento não perecível e de fácil transporte.
O acondicionamento próximo das sardinhas na lata levou ao seu uso metafórico no termo "como sardinha enlatada", para descrever qualquer situação em que pessoas ou objetos estão muito amontoados, como em um ônibus ou boate . Também tem sido usado como o nome de uma brincadeira infantil, onde uma pessoa se esconde e cada pessoa que encontrar a que está escondida se embala no mesmo espaço até que apenas uma fique de fora, que passa a ser a próxima a se esconder.

## Pelo mundo
A última fábrica de sardinha em lata restante na América do Norte está em Blacks Harbour, New Brunswick . A marca Brunswick, que começou como Connors Brothers na década de 1880, produz sardinhas (na verdade, arenque juvenil, Clupea harengus ) com muitos sabores. Brunswick afirma ser o maior produtor de sardinha do mundo.

### Inglaterra

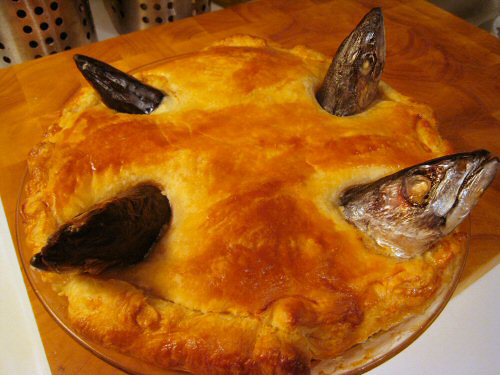
Torta Stargazy - sardinhas cozidas em uma crosta de torta que é feita na Cornualha

A pesca e o processamento de sardinha ( Sardina pilchardus ) eram uma indústria próspera na Cornualha de cerca de 1750 a 1880, após o que entrou em declínio quase terminal. No entanto, a partir de 2007, começou a melhorar. Desde 1997, as sardinhas da Cornualha são vendidas como "sardinhas da Cornualha" e, desde março de 2010, ao abrigo da legislação da UE, as sardinhas da Cornualha têm estatuto geográfico protegido . A indústria já apareceu em inúmeras obras de arte, especialmente de Stanhope Forbes e outros artistas da Newlyn School . Um prato de sardinha tradicional da Cornualha é a torta stargazy.

### Croácia
A pesca da sardina ( Sardina pilchardus ) nas costas da Dalmácia e da Ístria começou há milhares de anos. A região fazia parte do Império Romano, então em grande parte um domínio veneziano, e sempre se sustentou com a pesca, principalmente de sardinha. Ao longo da costa, muitas cidades promovem a prática secular da pesca em barcos a vela latina para turismo e em ocasiões festivas. Hoje, os produtores industriais continuam esta tradição. Atualmente, as quatro fábricas de conservas de sardinha estão em Rovinj, Zadar, Postira e Sali (esta última fundada em 1905). Vários pratos famosos feitos com sardinhas incluem, por exemplo, komiška pogača (uma torta com sardinhas salgadas e molho de tomate), saur ou inšavor (sardinhas fritas e depois resfriadas, temperadas com azeite, vinagre, alho, pimenta preta e alecrim) e sardinhas assado no palito de Sali, dugi otok.

### França
A pesca e a conserva da sardinha são uma indústria tradicional na Bretanha, onde a maioria das fábricas de conservas francesas permanecem. A área é conhecida como o local onde foi inventada a conserva de sardinha. Douarnenez foi o maior exportador mundial de sardinha no século XIX. As sardinhas são fritas, secas e depois enlatadas (este processo tradicional é rotulado como préparées à l'ancienne ), enquanto na maioria dos outros países, o processamento consiste em cozimento no vapor após o enlatamento.

### Grécia
Pequenos peixes oleosos como a sardinha são um alimento básico da dieta grega desde a antiguidade. Popular especialmente durante os meses de verão de julho e agosto, e elogiada como uma fonte alimentar saudável de alta qualidade de proteínas e ácidos graxos ômega-3, a sardinha é principalmente consumida grelhada com limão e alho, ou curada em sal e azeite de oliva (παστές, pastés). Ambos os pratos são itens padrão em restaurantes "tavernas" à beira-mar de estilo grego, ou em estabelecimentos menores servidos como um aperitivo (μεζές, meze ) geralmente acompanhado de ouzo . Isso não exclui outras formas de cozinhar sardinhas com receitas e variedades locais.
O local mais associado à sardinha e ao seu consumo como ouzomeze (ουζομεζές ou seja, meze tratar com ouzo) é a ilha de Lesbos . Um bom tipo de peixe chamado papalina prospera na ampla baía de Kalloni, e a produção de ouzo tem uma longa tradição na área de Plomari . Alguns fabricantes de Lesbos produzem e exportam sardinhas em lata, consideradas uma iguaria local.
Os "festivais da sardinha" são celebrados durante o verão em Lesbos, bem como em muitas comunidades pesqueiras em outras partes da Grécia, que enfatizam os aspectos folclóricos da vida e da música tradicionais e permitem o consumo de vários tipos de peixe.

### Índia
A sardinha é um alimento favorito dos Keralites e do povo de Andhra Pradesh, Tamil Nadu e do litoral de Karnataka . O peixe é normalmente comido fresco e as sardinhas em lata não são populares. As sardinhas fritas são uma iguaria muito procurada. Eles são chamados de chala ( Malayalam : ചാള) ou mathi ( Malayalam : മത്തി) em Tamil Nadu e Kerala . Em Andhra Pradesh, eles são chamados de kavallu entre a comunidade pesqueira. Na Bengala Ocidental, eles são chamados de khoira ( Bengali : খয়রা). As pessoas da costa de Karnataka os chamam de pedvo ( Konkani ) ou bhootai ( Tulu ). Sardinhas são mais baratas na Índia do que peixes maiores, como vidente ou pomfret, o que as torna uma iguaria de baixo custo. Eles são consumidos em várias formas, incluindo preparações fritas ou feitas em Caril de vários tipos.

### Itália
Devido à proximidade com a Sardenha, tanto as regiões do norte como do sul da Itália reivindicam os pratos principais ou aperitivos com sardinha como ingrediente principal. O prato regional da Sicília, o macarrão con le sarde, é um espaguete ou bucatini com sardinha, semente de erva-doce, açafrão, passas, alho, cebola, azeite, vinho branco, suco de limão, purê de tomate, pão ralado torrado e amêndoas trituradas. Em Veneza, sardinha em saor é um antepasto que consiste em bifes de sardinha marinados em vinho branco, passas e vinagre, posteriormente cobertos com farinha e fritos em azeite de oliva, depois guarnecidos com salsa, cebola, amêndoas trituradas e passas.

### Japão

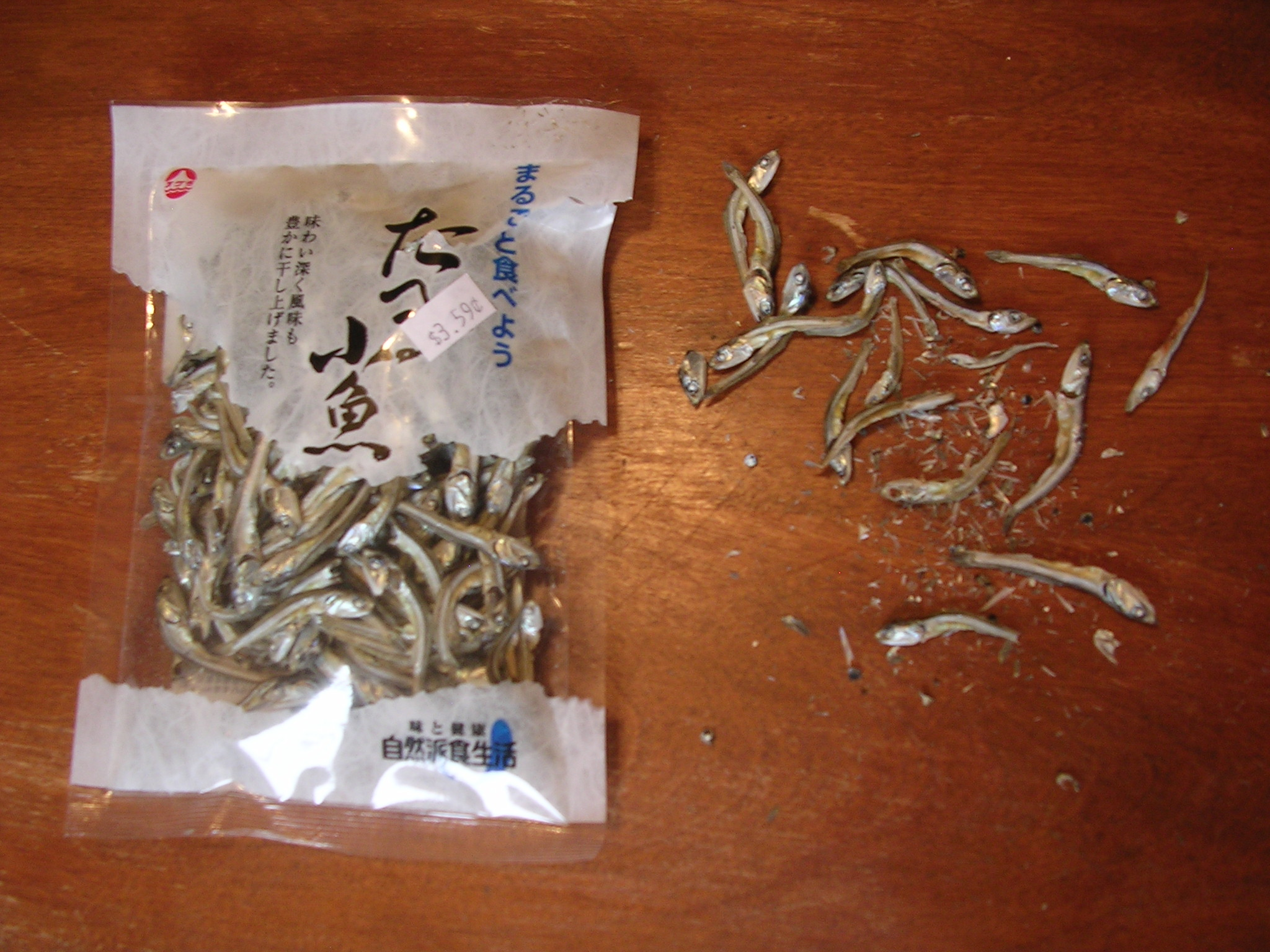
Niboshi (sardinha) seco dentro e fora da embalagem, usado na culinária japonesa
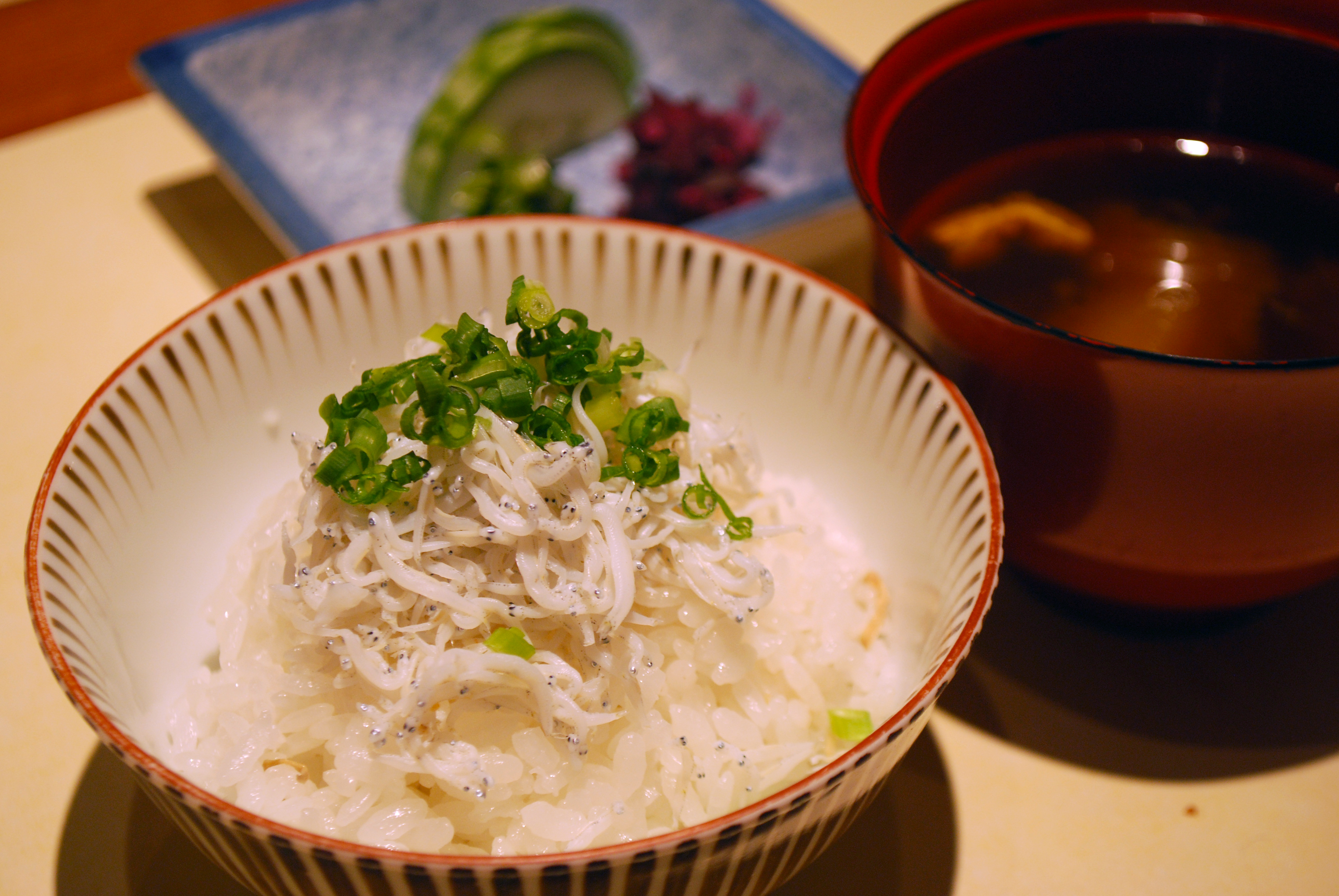
Sardinhas jovens com arroz
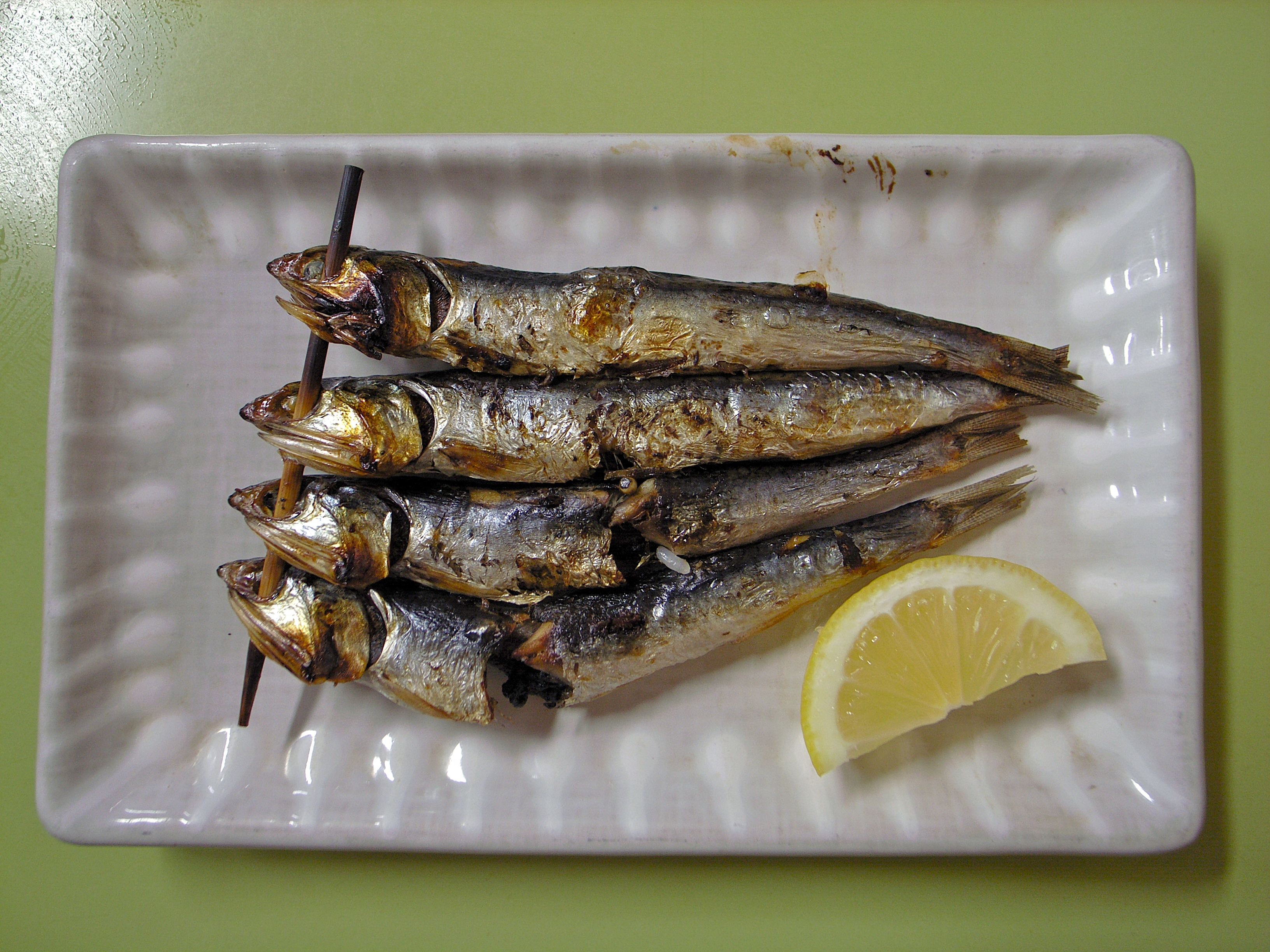
Sardinhas com limão
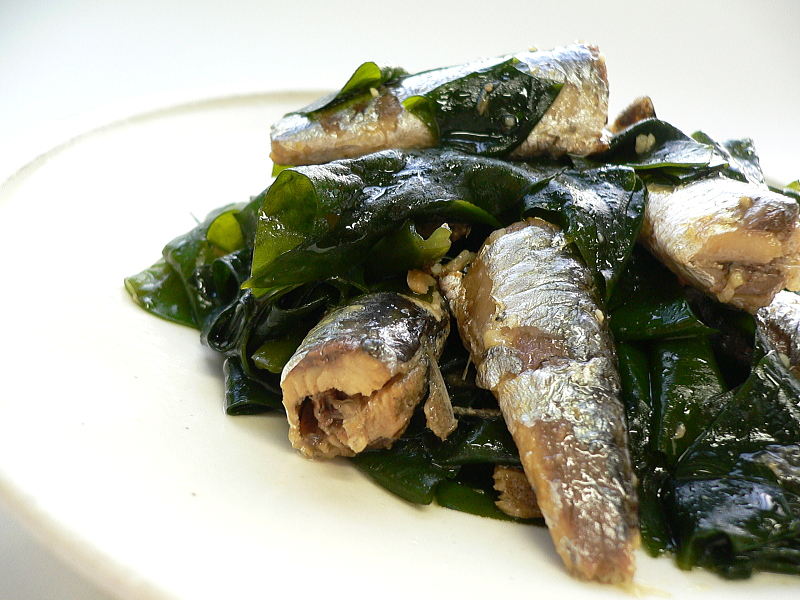
Um prato japonês com alho, wakame, molho de soja e "óleo de saldina"

- Veja também Tatami iwashi

### Marrocos
Marrocos é o maior exportador de conservas de sardinha do mundo e o principal fornecedor de sardinha para o mercado europeu. As sardinhas representam mais de 62% da pesca marroquina e são responsáveis por 91% do uso de matéria-prima na indústria de conservas nacional. Cerca de 600.000 toneladas de sardinhas frescas são processadas anualmente pela indústria. Receitas marroquinas famosas incluem sardinhas recheadas fritas marroquinas e bolas de sardinha marroquinas em molho de tomate picante.

### Noruega
Até a descoberta de campos de petróleo nas áreas de pesca, a conserva de sardinha era a principal atividade da cidade de Stavanger . Hoje, apenas um museu da sardinha permanece entre as refinarias de Stavanger.

### Peru
O Peru tem uma longa história de consumo humano direto de Engraulis ringens e outras sardinhas, alcançando culturas antigas, incluindo a cultura Chimú, a cultura Paracas, a Pachacamac e, mais importante, a civilização mais antiga conhecida nas Américas, a civilização Caral-Supe, que foi baseada quase completamente no consumo de E. ringens . No entanto, desde a década de 1950, o destino avassalador da captura de E. ringens (anchoveta ou sardinha peruana) tem sido para insumo para a pesca, na produção de farinha e óleo de peixe, com minúsculas quantidades destinadas ao consumo humano direto. Devido a uma combinação de efeitos ambientais e regulatórios, desde 2000, a captura peruana variou de 9,58 milhões de toneladas métricas (TM) a um mínimo de 5,35 milhões de toneladas, com a captura relatada em 2009 concluindo em 5,35 milhões de toneladas. Nos últimos anos, o consumo humano direto (local e para exportação) atingiu cerca de 110.000 MT (cerca de 2% da captura) devido à promoção evangélica da saúde, benefícios ambientais e econômicos, como Mistura 2010, juntamente com atividades governamentais e ONGs, por exemplo, www.anchoveta.info e ofertas do setor privado de supermercados locais.

### Portugal
As sardinhas desempenham um papel importante na gastronomia e cultura portuguesas. Historicamente um povo que depende fortemente do mar para alimentação e comércio, os portugueses têm uma predileção pelo peixe nas suas festas populares. O mais importante é o dia de Santo Antônio, 13 de Junho, quando se realiza em Lisboa a maior festa popular de Portugal, na qual as sardinhas grelhadas são o petisco tradicional. Quase todos os locais de Portugal, da Figueira da Foz a Portalegre, da Póvoa de Varzim a Olhão, têm a tradição de comer sardinhas assadas no verão. 

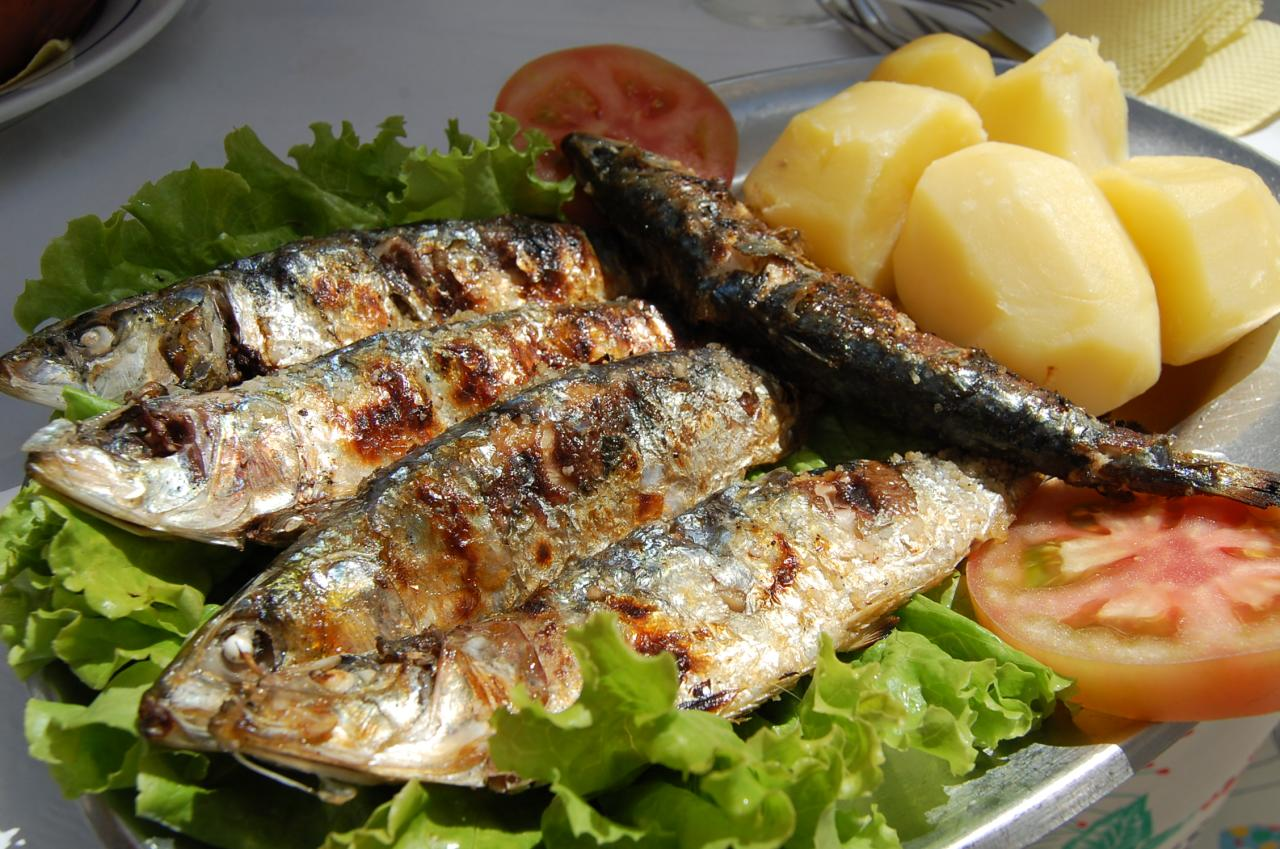
Sardinhas portuguesas grelhadas na alface, com batata
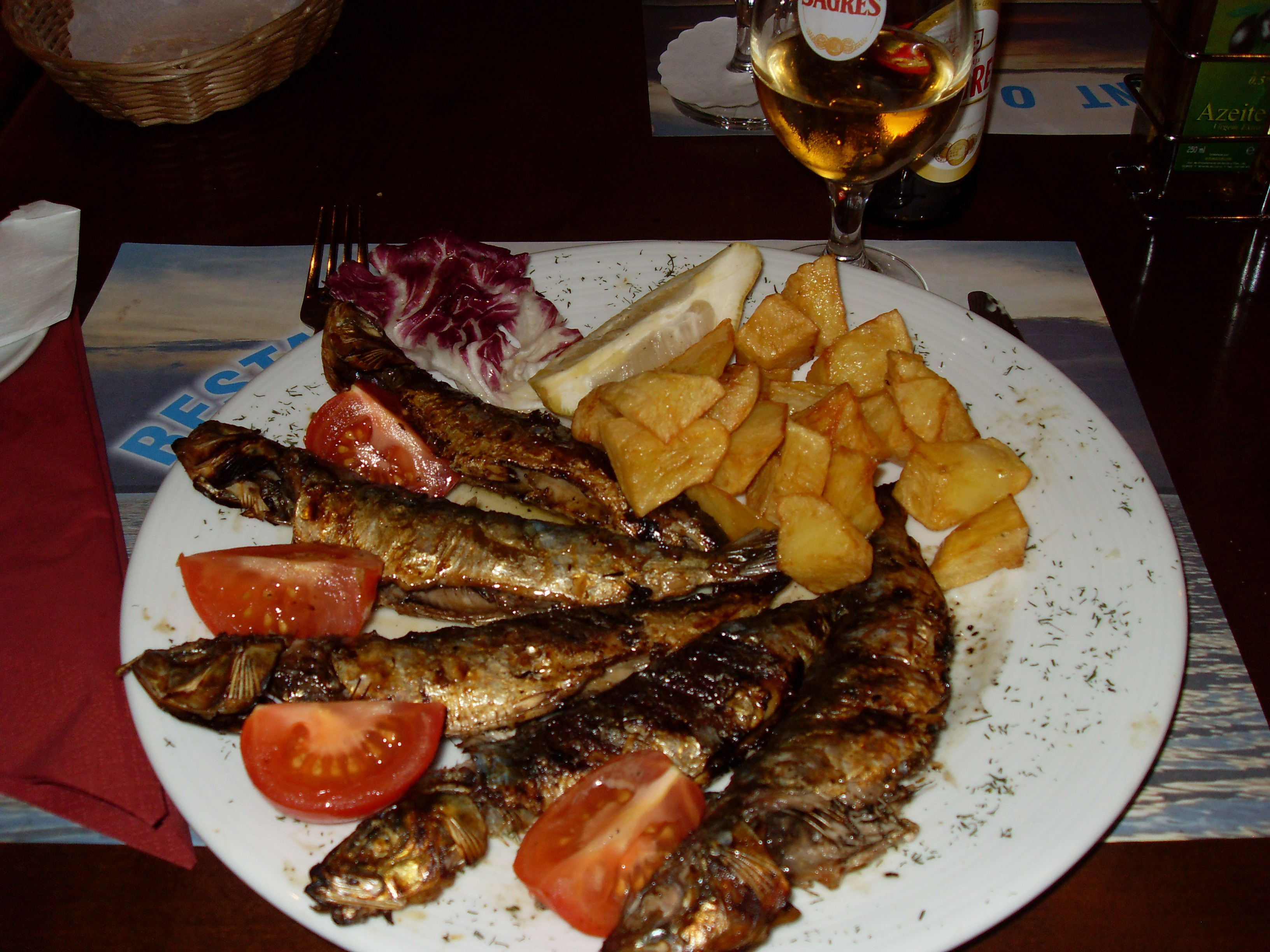
Sardinhas Assadas com Tomate e Batata, Portugal
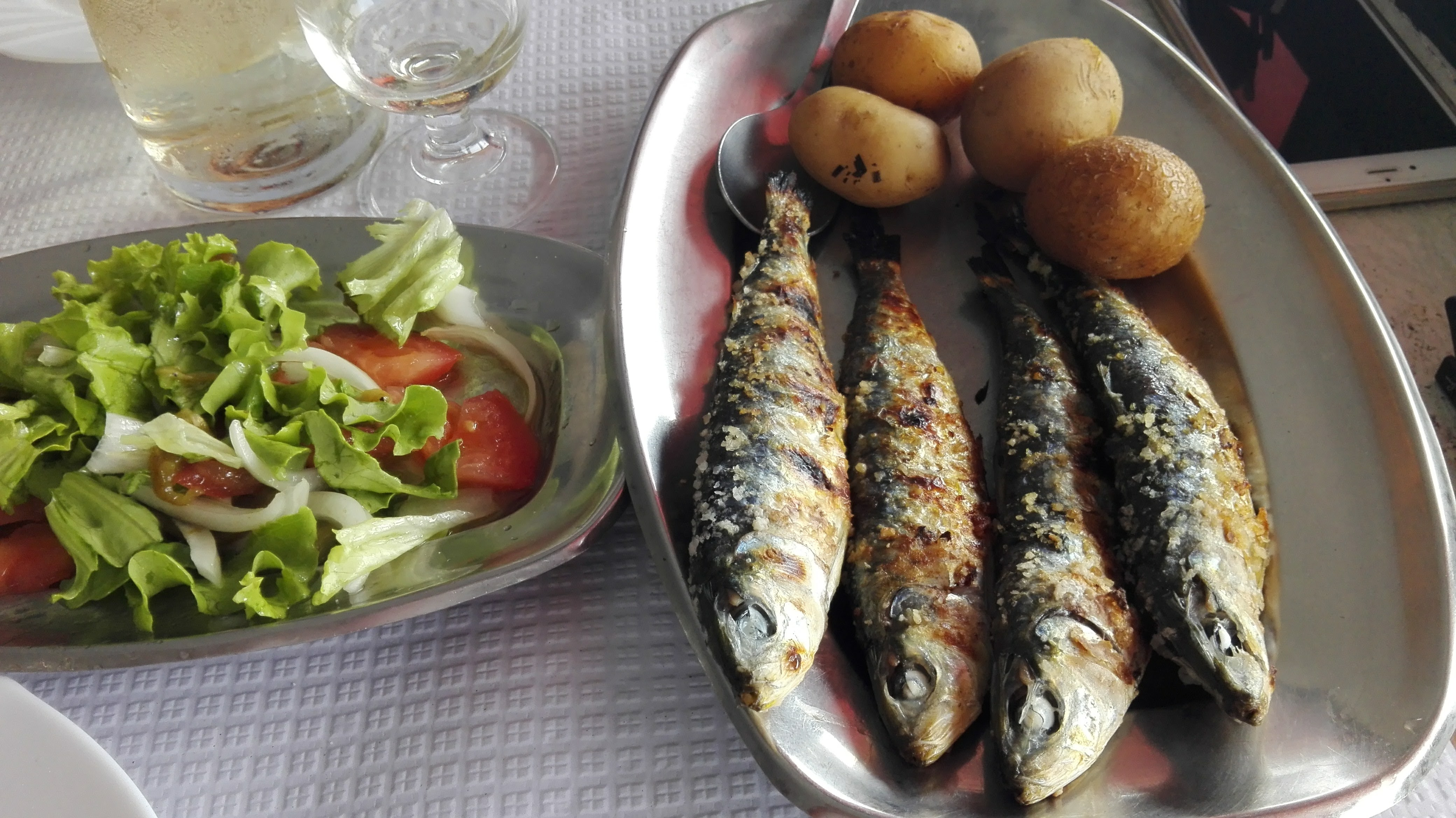
Sardinhas Assadas com Batata e Salada, Portugal

### Espanha
No Parque Nacional Vulcânico Timanfaya em Lanzarote, nas Ilhas Canárias, um lanche popular para turistas são sardinhas grelhadas no calor de uma fonte vulcânica. Na costa atlântica, as sardinhas fritas são normalmente servidas como tapas com bebidas ou como primeiro prato de uma refeição. Na costa do Mediterrâneo, grelhar é mais comum. 

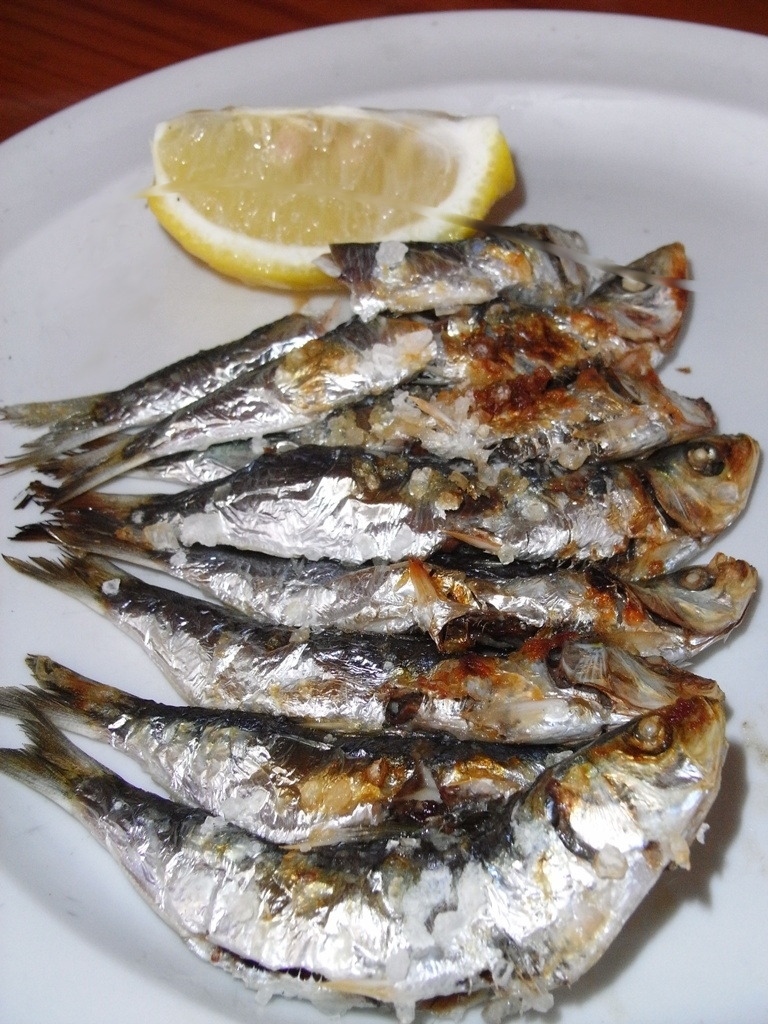
Sardinhas com Limão, Espanha
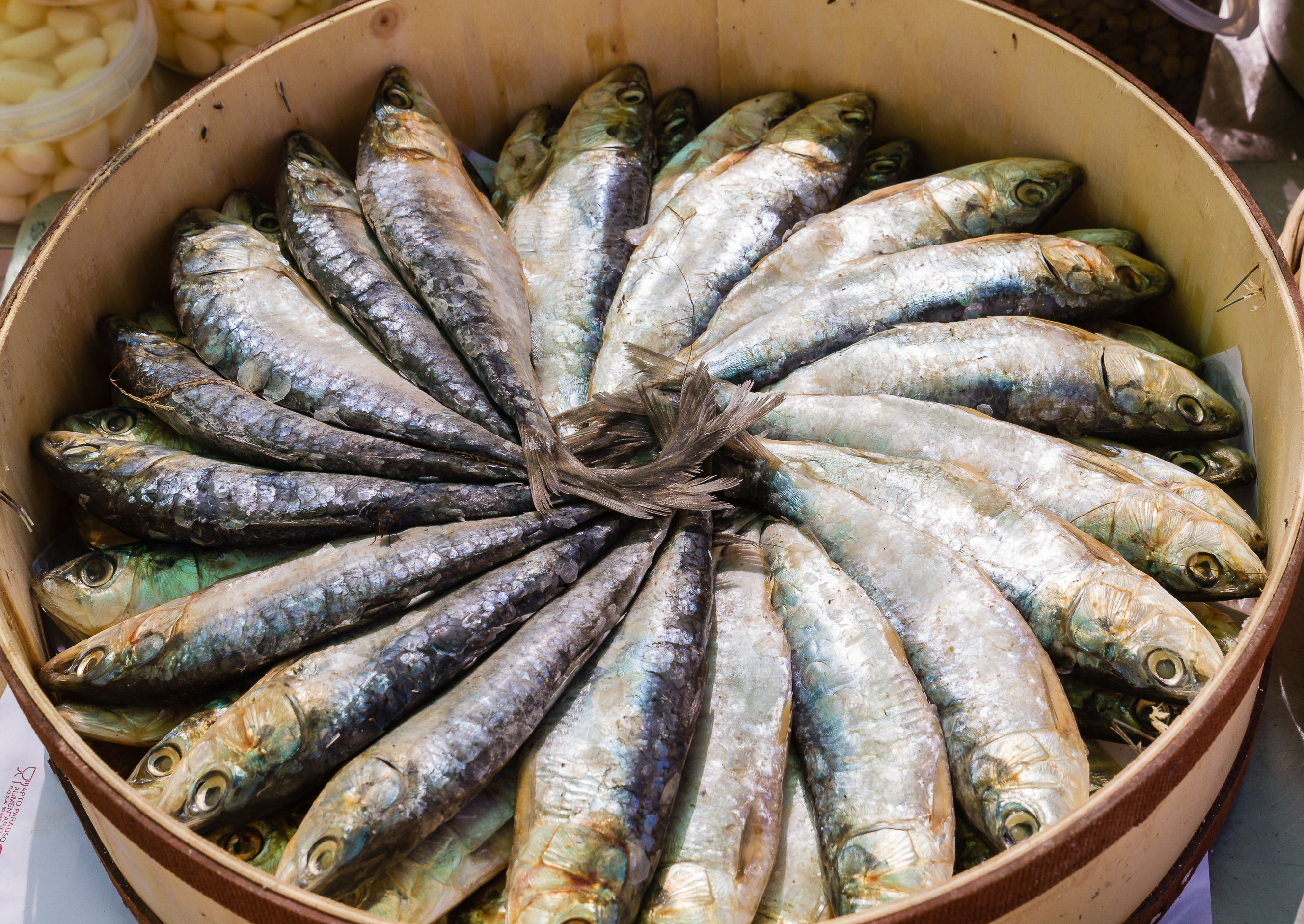
Sardinhas em conserva em um mercado na ilha espanhola de Maiorca

### Turquia
Sardinhas ( sardalya em turco ), uma iguaria da culinária turca, são muito comumente encontradas nos mercados de peixes nas regiões costeiras ocidentais da Turquia. Elas geralmente são preparadas grelhadas ou no vapor em fornos, mais comumente servidas como prato principal junto com bebidas alcoólicas, principalmente rakı, o licor turco arquetípico. Na península de Gallipoli e na região do Egeu da Turquia, as sardinhas são cozidas no forno enroladas em folhas de uva. Eles também são enlatados, especialmente em fábricas em cidades costeiras, como Istambul, Gelibolu, Çanakkale, Bandırma, Karadeniz Ereğli, Ordu e Trabzon .

### Estados Unidos

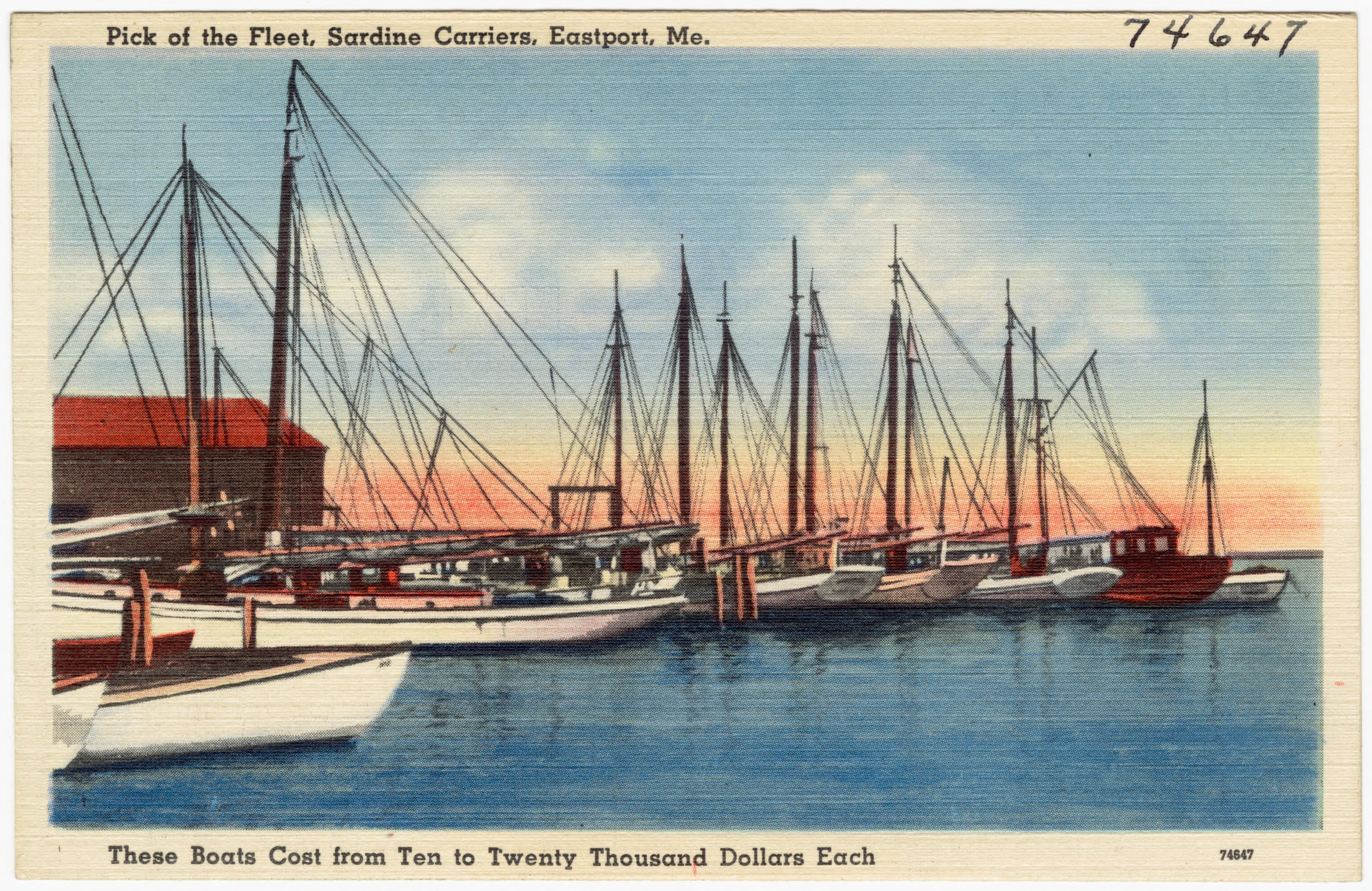
Frota da sardinha no Maine c. Década de 1940

Nos Estados Unidos, a indústria de conservas de sardinha atingiu o pico na década de 1950. Desde então, o setor está em declínio. A última grande fábrica de conservas de sardinha nos Estados Unidos, a fábrica da Stinson Seafood em Prospect Harbor, Maine, fechou suas portas em 15 de abril de 2010, após 135 anos em operação. 

Sardinhas e tomate na torrada
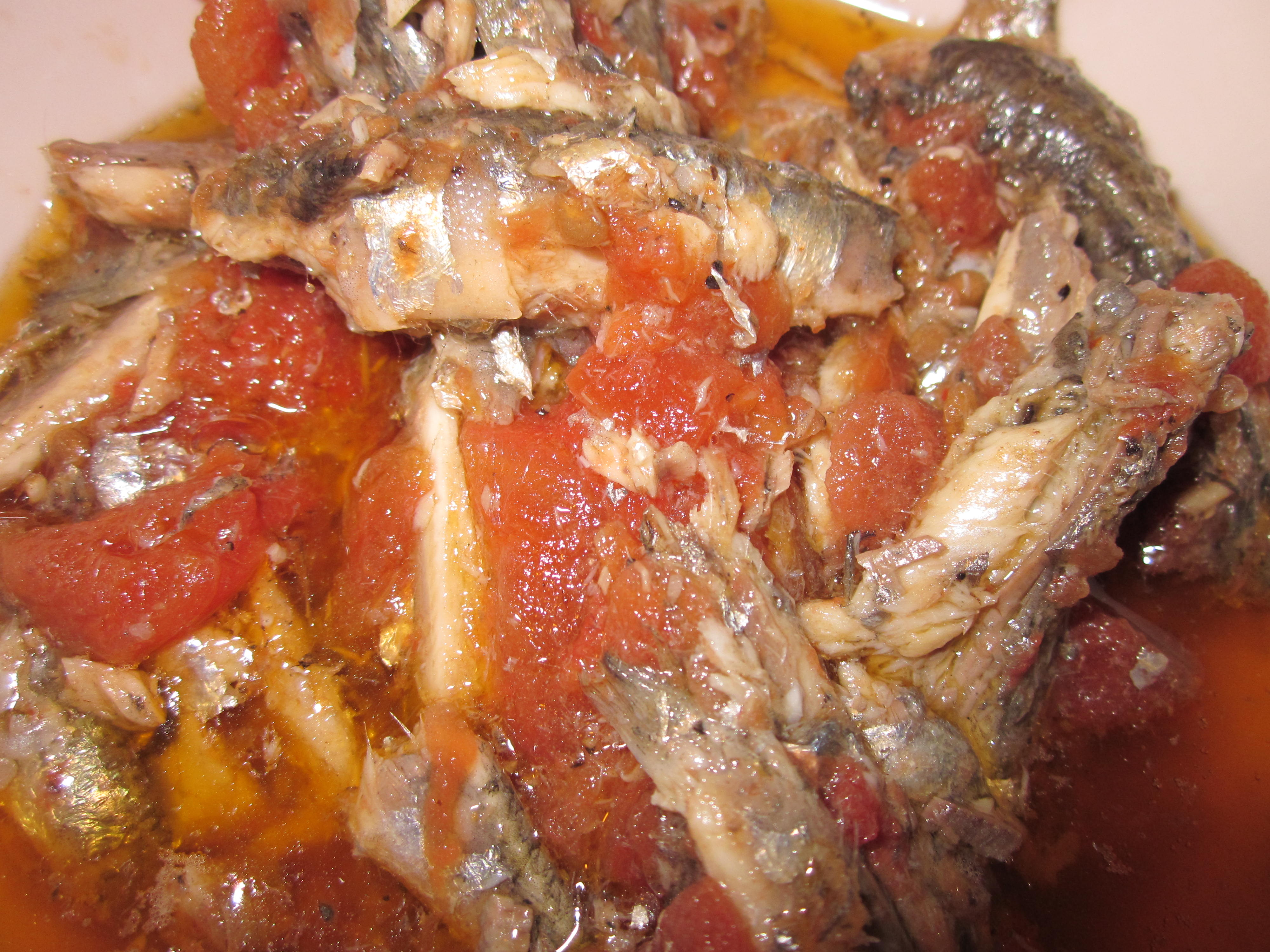
Sardinhas em azeite e molho de tomate
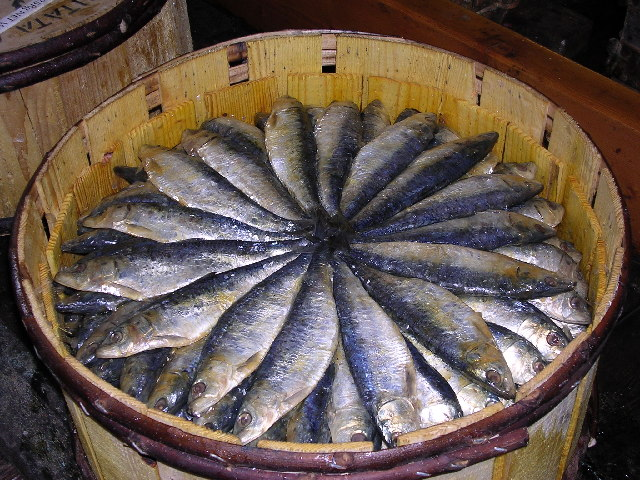
Sardinhas da Cornualha salgadas e embaladas em caixotes para envio à Itália